# Зерновское муниципальное образование (Иркутская область)
Зерновское муниципальное образование — муниципальное образование со статусом сельского поселения в 
Черемховском районе Иркутской области России. Административный центр — поселок Зерновое.

## Демография
По результатам Всероссийской переписи населения 2010 года 
численность населения муниципального образования составила 1350 человек, в том числе 663 мужчины и 687 женщин.

## Населенные пункты
В состав муниципального образования входят населенные пункты
- Зерновое
- Бархатова
- Блок-Пост Витух
- Касьяновка
- Молочное
- Петровка[2]